# Барбара Шварц (тенісистка)
Барбара Шварц (нім. Barbara Schwartz; нар. 27 січня 1979) — колишня австрійська тенісистка.
Найвищу одиночну позицію світового рейтингу — 40 місце досягла 8 листопада 1999, парну — 106 місце — 10 січня 2000 року.
Здобула 6 одиночних та 2 парні титули.
Найвищим досягненням на турнірах Великого шолома був чвертьфінал в одиночному розряді.
Завершила кар'єру 2006 року.

## Фінали турнірів WTA

### Парний розряд: 4 (2–2)
| Легенда                      |
| ---------------------------- |
| Турніри Великого шлему (0–0) |
| Tier I (0–0)                 |
| Tier II (0–0)                |
| Tier III, IV & V (2–2)       |

| Результат | Дата     | Турнір                              | Покриття | Партнерка       | Суперниці                                     | Рахунок       |
| --------- | -------- | ----------------------------------- | -------- | --------------- | --------------------------------------------- | ------------- |
| Поразка   | Січ 2000 | ASB Classic, Нова Зеландія          | Тверде   | Патріція Вартуш | Кара Блек Александра Фусаї                    | 6–3, 3–6, 4–6 |
| Поразка   | Чер 2002 | Linz Open, Австрія                  | Ґрунт    | Ясмін Вер       | Петра Мандула Патріція Вартуш                 | 6–2, 0–6, 6–4 |
| Перемога  | Лип 2002 | Брюссель, Бельгія                   | Ґрунт    | Ясмін Вер       | Татьяна Гарбін Аранча Санчес Вікаріо          | 6–2, 0–6, 6–4 |
| Перемога  | Лют 2004 | Copa Colsanitas Santander, Колумбія | Ґрунт    | Ясмін Вер       | Анабель Медіна Гаррігес Аранча Парра Сантонха | 6–1, 6–3      |

## Фінали ITF
| Легенда          |
| ---------------- |
| турніри $100,000 |
| турніри $75,000  |
| турніри $50,000  |
| турніри $25,000  |
| турніри $10,000  |

### Одиночний розряд: 8 (6–2)
| Результат | Ранг | Дата              | Турнір                        | Покриття   | Суперниця                 | Рахунок            |
| --------- | ---- | ----------------- | ----------------------------- | ---------- | ------------------------- | ------------------ |
| Перемога  | 1.   | 8 травня 1995     | ITF Боссонан, Швейцарія       | Ґрунт      | Кончіта Мартінес Гранадос | 3–6, 6–1, 6–3      |
| Поразка   | 2.   | 26 травня 1996    | ITF Новий Сад, Югославія      | Ґрунт      | Барбара Мулей             | 5–7, 6–4, 4–6      |
| Перемога  | 3.   | 24 серпня 1997    | ITF Київ, Україна             | Ґрунт      | Марія Фернанда Ланда      | 6–3, 6–2           |
| Поразка   | 4.   | 29 вересня 1997   | ITF Оточець, Словенія         | Ґрунт      | Ана Алькасар              | 3–6, 2–6           |
| Перемога  | 5.   | 2 листопада 1997  | ITF Единбург, Велика Британія | Тверде (i) | Сандра Начук              | 3–6, 6–3, 6–4      |
| Перемога  | 6.   | 12 квітня 1998    | Estoril Open, Португалія      | Ґрунт      | Ралука Санду              | 6–2, 6–3           |
| Перемога  | 7.   | 15 листопада 1998 | ITF Галл, Велика Британія     | Тверде (i) | Франческа Любіані         | 3–6, 6–3, 6–2      |
| Перемога  | 8.   | 19 серпня 2001    | ITF Бронкс, США               | Тверде     | Мартіна Мюллер            | 5–7, 6–3, 7–6(7–3) |

### Парний розряд: 6 (6–0)
| Результат | Ранг | Дата              | Турнір                        | Покриття   | Партнерка        | Суперниці                              | Рахунок                 |
| --------- | ---- | ----------------- | ----------------------------- | ---------- | ---------------- | -------------------------------------- | ----------------------- |
| Перемога  | 1.   | 27 листопада 1995 | ITF Зальцбург, Австрія        | Килим (i)  | Евелін Фаут      | Мілена Неквапілова Силва Несвадбова    | 6–7(1–7), 7–6(8–6), 6–3 |
| Перемога  | 2.   | 6 жовтня 1996     | ITF Льєйда, Іспанія           | Ґрунт      | Кірстін Фрає     | Аманда Гопманс Патті ван Аккер         | 6–2, 6–1                |
| Перемога  | 3.   | 17 листопада 1996 | ITF Бад-Ґеґґінґ, Німеччина    | Килим (i)  | Нірупама Санджив | Кірстін Фрає Зілке Маєр                | 6–4, 6–1                |
| Перемога  | 4.   | 16 лютого 1997    | ITF Рогашка Слатина, Словенія | Килим (i)  | Патріція Вартуш  | Гіла Розен Драгана Зарич               | 6–1, 6–4                |
| Перемога  | 5.   | 15 листопада 1998 | ITF Галл, Велика Британія     | Тверде (i) | Ясмін Вер        | Франческа Любіані Марія Паола Дзавальї | 6–2, 6–3                |
| Перемога  | 6.   | 7 липня 2002      | ITF Штутгарт, Німеччина       | Ґрунт      | Ясмін Вер        | Дар'я Кустова Петра Рампре             | 5–7, 6–4, 7–6(7–4)      |